# Рудник Канімансур
Рудник Канімансур – гірничодобувний майданчик, що розробляв чи розробляє ряд покладів Адрасман-Канімансурського рудного поля, яке сформувалось в межах Адрасманської кальдери.

## Старовинний рудник
Розробка покладів руди в районі Канімансура активно велась ще в середньовіччі, коли вилучили біля 250 тис м3 руди.

## Розробка Тариекану
З кінця 1940-х неподалік від Канімансуру працював рудник Адрасман, який спершу видобував бісмут, а потім перейшов на уранову руду (при цьому також відпрацювали дрібне уранове родовище Каракат, що знаходилось в межах Канімансурського рудного поля). У 1956-му через вичерпання запасів розробка урану припинилась, проте вже з 1955-го в районі Канімансуру почав діяльність Карамазарський рудник, завданням якого первісно була робота з свинцевими та вісмутовими рудами родовища Тариекан (відносно подальшого ланцюжка переробки можливо відзначити, що в часи існування СРСР у регіоні з свинцем та вісмутом працював Шимкентський свинцевий завод).

## Східний Канімансур
Паралельно з видобутком в 1960-х велись успішні геологорозвідувальні роботи, за результатами яких в 1970-му Карамазарський рудник перетворили на Адрасманський свинцево-цинковий комбінат (з 1994-го Адрасманський гірничо-збагачувальний комбінат), який в 1972-му запустив рудник на срібно-свинцевом родовищі Східний Канімансур. Розробку організували підземним способом із подальшою підготовкою руди на збагачувальній фабриці комбінату з випуском свинцевого концентрату. Запаси руди Східного Канімансуру оцінили в 34 млн тонн.
З крахом планової економіки Адрасманський комбінат потрапив у скрутне економічне становище та працював з перебоями. В 2006-му його придбала казахська компанія «Kazinvest Mineral», проте вже в 2008-му її змінило АТ «Канімансур», в якому за «Kazinvest Mineral» залишилось лише 26%, тоді як 74% участі отримала обрана урядом Таджикистану компанія «Норд-Тайм». Час від часу рудник відновлював роботу, при цьому його потужність  анонсувалась як 650 тисяч тонн руди на рік. Фактичні показники були суттєво менші, так, 2007-му вилучили 200 тисяч тонн, в 2012-му – 300 тисяч тонн.
У 2013-му видобуток довелось призупинити через падіння цін на світовому ринку металів. Станом на 2022 рік роботи так і не вдалось відновити, при цьому вели пошук інвестора, який би узяв на себе це завдання.

## Великий Канімансур
Наприкінці 1970-х розпочали додаткові розвідувальні роботи, які велись горизонтальними виробітками зі стовбурів шахт № 8 та «Вспомогательная» рудника Східний Канімансур (загалом пройшли 12 км виробіток), а також шляхом буріння чотирьох свердловин глибиною 1200 – 1500 метрів, та в підсумку включили вилучення пробної партії у 180 тисяч тонн руди. За результатами цих масштабних робіт підтвердилось припущення про існування в межах рудного поля гігантського родовища Великий Канімансур, що має ресурси біля 1 млрд тонн руди, яка, зокрема, містить 50 тисяч тонн срібла (концентрації свинцю та цинку доволі малі – 0,49% та 0,38%, що, втім, певним чином нівелюється розмірами родовища). Почалось планування великого гірничо-металургійного комплексу, який мав видобувати 15 млн тонн руди на рік та виробляти свинець, цинк та срібло, проте навіть розпочати проект до зникнення СРСР не встигли.   